# Station Velbert-Langenberg
Station Velbert-Langenberg (Duits: Bahnhof Velbert-Langenberg) is een S-Bahnstation in het stadsdeel Langenberg van de Duitse plaats Velbert. Het station ligt aan de spoorlijn Wuppertal-Vohwinkel - Essen-Kupferdreh.

## Treinverbindingen
| Serie | Treinsoort            | Route | Bijzonderheden |
| ----- | --------------------- | --- | -------------- |
| S 9   | S-Bahn (DB Regio NRW) | Haltern am See – Marl Mitte – Bottrop Hbf – Essen Hbf – Essen-Kupferdreh – Velbert-Langenberg – Wuppertal-Vohwinkel – Wuppertal Hbf |                |